# アーサー・ミラー
アーサー・アッシャー・ミラー（Arthur Asher Miller, 1915年10月17日 - 2005年2月10日）は、アメリカ合衆国の劇作家。代表作は「セールスマンの死」など。

## 概略
1915年にニューヨークのハーレムで、オーストリアのユダヤ系の家庭に生まれる。高校卒業後、1934年ミシガン大学に入学するが、成績の低さが原因で奨学金が受けられず、更に大恐慌によって父親からの支援がなくなり、2年ほど自動車生産工場で働く。入学後、演劇を学び、1936年「悪人ではない」で学内ポップウッド賞受賞。1937年「夜明けの名誉」でポップウッド賞、シアター・ギルド新人賞を受賞。1938年、ミシガン大学を卒業。
1944年「幸運な男」でブロードウェーに進出し、シアター・ギルド賞受賞。1947年「みんな我が子」がヒットし、ニューヨーク劇評家賞受賞。1949年「セールスマンの死」をエリア・カザンが演出し、ニューヨーク劇評家賞とピュリッツァー賞受賞。1953年「るつぼ」でトニー賞を受賞。劇作家としての地位を確立し、テネシー・ウィリアムズとともにアメリカ現代演劇の旗手に躍り出た。1959年、全米芸術文化協会から戯曲部門ゴールド・メダル授与。2001年に高松宮殿下記念世界文化賞受賞。
2005年2月10日、癌による心不全のため、コネチカット州の自宅で死去。89歳。

## 演劇作品
「セールスマンの死」は、平凡なセールスマンに米国の夢を仮託し、子供への過大な期待を抱いて自滅する姿を、現代の悲劇の象徴として描いた。また、1953年の「るつぼ」では、17世紀末の魔女狩りを素材にマッカーシズムへの警鐘を鳴らした。その他、代表作に1955年の「橋からの眺め」、1968年の「代価」などがある。
ミラーは、社会と個人の接点からドラマを構築し、社会の矛盾を風刺し、近代化による人間疎外を批判した。映画化された作品も多い。日本でも、作品は数多く繰り返し上演され、大きな共感を呼び起こした。1983年には自らの演出で「セールスマンの死」を北京で上演。「るつぼ」は、2001年の9・11同時多発テロ以降のアメリカ国内の動きを批判して再演され話題を呼ぶ。2004年にシカゴで上演した「フィニッシング・ザ・ピクチャー」が最後の作品となった。

## その他
- 演劇以外にも様々な分野に進出し、映画の脚本や小説、評論も手掛け、1965年から1969年まで国際ペンクラブの会長を務めた[1]。
- 私生活では1956年、女優のマリリン・モンローと結婚し話題になったが[1]、1961年に離婚した[1]。1962年にはマグナム・フォトで活躍していた写真家インゲ・モラスと再婚した[1]。2人の間の娘レベッカ・ミラーは女優・脚本家・映画監督となり、ダニエル・デイ＝ルイスと結婚している。

## 作品一覧

### 戯曲
- 悪役のできそこない （1936年）
- 彼らはあまりにも（1937年）　『悪役のできそこない』の改演
- 夜明け特別（1938年） 『彼らはあまりにも』の改演
- 草はまだ育つ（1938年） 『彼らはあまりにも』の改演
- The Great Disobedience （1938年）
- Listen My Children （1939年） ノーマン・ロステンと共作
- ゴールデン・イヤーズ（1940年）
- 幸運な男（1940年）
- ハーフブリッジ（1943年）
- みんな我が子（1947年）
- セールスマンの死（1949年）
- 民衆の敵（1950年） 原作ヘンリック・イプセン
- るつぼ（1953年）
- 橋からの眺め（1955年）
- 二つの月曜日の思い出（1955年）
- 崩壊した後（1964年）
- ヴィシーでの事件（1964年）
- 代価（1968年）
- 理由（1970年）
- 名声、一幕劇（1970年） 1978年にテレビ改編
- 世界の創造とその他の仕事（1972年）
- 大司教の天井（1977年）
- アメリカの時計（1980年）
- 時間のための芝居（1980年） テレビの演劇
- 女性のためのエレジー（1982年） 最初の部分の寸劇
- いくつかのラブストーリー（1982年） 第二部の寸劇
- 私はあなたについて多くのことを考える（1986年）
- 時間のための芝居、舞台版（1985年）
- 何も思い出せない（1987年） Danger: Memory! に収録
- クララ（1987年） Danger: Memory! に収録
- 最後のヤンキー（1991年）
- The Ride Down Mt. Morgan （1991年）
- 割れたガラス（1994年）
- ピーター氏のコネ（1998年）
- 復活・ブルース（2002年）
- フィニッシング・ザ・ピクチャー（2004年）

### ラジオドラマ
- プッシーキャットとエキスパート配管工（1941年）
- ジョエル・チャンドラー・ハリス（1941年）
- キャプテン・ポール（1941年）
- オーブンの戦い（1942年）
- 山脈から雷（1942年）
- 私はバターン州で結婚していた（1942年）
- 四つの自由（1942年）
- 勝てるかもしれない（1943年）
- 羽ばたきが聞こえる（1943年）
- シトー派修道士（1944年）
- I Love You （1944年）
- おじいちゃんと自由の女神（1944年）
- フィリピンは降伏しない（1944年）
- 近衛兵（1944年） フェレンツ・モルナール原作
- ガスの物語（1947年）

### 映画脚本
- みんな我が子（1948年）
- フック（1947年）
- 恋をしよう（1960年）
- 荒馬と女（1961年）
- みんなの勝利（1984年）
- セールスマンの死（1985年）
- るつぼ（1995年）

### 小説
- fictionFocus （1945年）
- 荒馬と女（1957年）
- もうあなたはいらない（1967年）
- 家庭的な女の子
- パフォーマンス（ショートストーリー）
- プレゼンス：ストーリー（2007年）

### ノンフィクション
- Situation Normal （1944年）
『アーニー・パイルの戦争経験』原案
- ロシアで（1969年）
インゲ・モラスとの共作。ロシアとロシア社会のミラーの印象を提供している。
- 田舎で（1977年）
インゲ・モラスとの共作。ロクスベリー、コネチカット、彼の様々な隣人のプロファイルに自分の時間を過ごした方法についての洞察を提供している。
- 中国での出会い（1979年）
インゲ・モラスとの共作、旅行記。文化大革命が終わり、続く混乱状態の中国社会を描いている。彼らは彼らは毛沢東の政権中に失われた自由の感覚を取り戻そうとして、多くの作家、大学教授、芸術家の苦難を紹介する。
- 北京のセールスマン（1984年）
『セールスマンの死』の北京人民劇場版。中国人キャストを演出する特異性に遭遇し、それを理解して洞察を説明している。
- Timebends: A Life, Methuen London（1987年）ISBN 0-413-41480-9

## 日本語訳書
- 『アーサー・ミラー1　セールスマンの死』（倉橋健訳　ハヤカワ演劇文庫）ISBN 978-4-15-140001-8
- 『アーサー・ミラー2　るつぼ』（倉橋健訳　ハヤカワ演劇文庫）ISBN 978-4-15-140015-5
- 『アーサー・ミラー3　みんな我が子／橋からのながめ』（倉橋健訳　ハヤカワ演劇文庫）ISBN 978-4-15-140037-7
- 『アーサー・ミラー4　転落の後に／ヴィシーでの出来事』（倉橋健訳　ハヤカワ演劇文庫）ISBN 978-4-15-140038-4
- 『アーサー・ミラー5　代価／二つの月曜日の思い出』（倉橋健訳　ハヤカワ演劇文庫）ISBN 978-4-15-140039-1
- 『アーサー・ミラー全集』（倉橋健訳　早川書房）
  1. 「みんな我が子」「セールスマンの死」 ISBN 978-4-15-203034-4
  2. 「るつぼ」「橋からのながめ」 ISBN 978-4-15-203052-8
  3. 「転落の後に」「ヴィシーでの出来事」 ISBN 978-4-15-203072-6
  4. 「代価」「二つの月曜日の思い出」 ISBN 978-4-15-203114-3
  5. 「世界の創造とその他の仕事」 ISBN 978-4-15-203288-1
  6. 「壊れたガラス」「大司教の天井」 ISBN 978-4-15-208197-1
- 『野生馬狩り―短篇小説集』（岡崎凉子訳　早川書房）
- 『アーサー・ミラー自伝』上・下（倉橋健訳　早川書房） 上巻 ISBN 978-4-15-207994-7／下巻 ISBN 978-4-15-207995-4
- 『北京のセールスマン』（倉橋健訳　早川書房） ISBN 978-4-15-203340-6
- 『ジェインのもうふ―アメリカのどうわ』（厨川圭子訳　偕成社） ISBN 978-4-03-404230-4